# Aristolochia chilensis
Aristolochia chilensis är en piprankeväxtart som beskrevs av John Miers. Aristolochia chilensis ingår i släktet piprankor, och familjen piprankeväxter. Inga underarter finns listade i Catalogue of Life.